# Retrato de un gentilhombre en su estudio
Retrato de un gentilhombre en su estudio es un cuadro del pintor renacentista Lorenzo Lotto, realizado en 1527, que se encuentra en las Galerías de la Academia de Venecia.

## El tema
Durante siete años (1525-1532), Lotto ofreció sus servicios en la próspera Venecia, una ciudad de gran riqueza y creciente popularidad, durante los cuales recibió varios encargos, incluyendo diez retratos, entre ellos Retrato de un Joven (Gemäldegalerie, Berlín), Retrato de Andrea Odoni (Royal Art Collection, Hampton Court) o este del gentilhombre no identificado, que algunas fuentes apuntan a Pier Francesco Orsini.

## Descripción de la obra

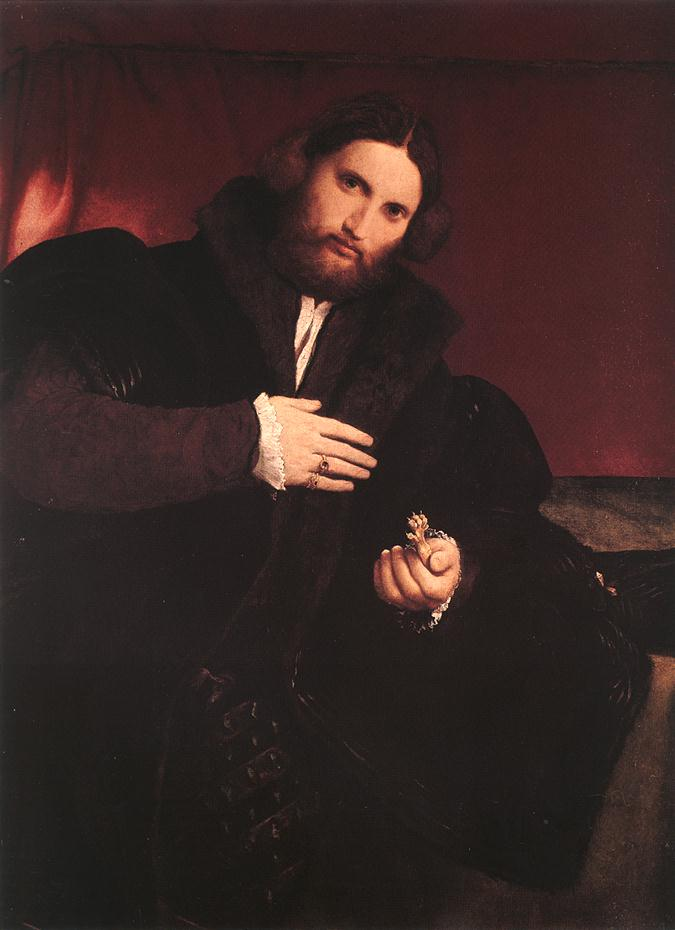
Hombre con una pata dorada, obra contemporánea.

Como en gran parte de su obra, Lotto refleja en este retrato las influencias de pintores como Rafael, Tiziano o el grabador Durero. La habitación está poco iluminada, apenas entra luz por una ventana superior a la izquierda de la estancia.
El personaje de esta obra está en pie, algo inclinado hacia la derecha, apoyando sus manos sobre un libro abierto. Algunos elementos, como el cuerno de caza o la mandolina (casi imperceptible junto a la ventana), parecen identificar algunos gustos del retratado, como la caza y la música.
Sobre la mesa también hay unos pétalos de rosa diseminados junto a unas joyas y una carta abierta, símbolos de una ruptura amorosa. Sobre un mantel azul hay una lagartija, descrita en el Levítico de la Biblia como un animal impuro y, por lo tanto, con un simbolismo negativo.